# Université Washburn
L'université Washburn (en anglais : Washburn University) est une université publique fondée en 1865 dans la ville de Topeka au Kansas aux États-Unis. Elle accueille en 2012 plus de 7 000 étudiants et 550 enseignants et est réputée pour sa faculté de droit et ses formations en commerce.

## Historique
L'université est ouverte en février 1865 sous le nom de Lincoln College. Elle prend en 1868 le nom d'un mécène, Ichabod Washburn, qui lui alloue une forte somme d'argent.

## Personnalités notables

### Anciens étudiants notables
- Georgia Neese Clark
- Bob Dole
- John Edward Erickson
- Joan Finney
- Karl Menninger
- Larry Niven
- Fred Phelps
- Togiola Tulafono

### Enseignants notables
- Mary Newson